# 4号美国国道
4号美国国道（英語：U.S. Route 4）是一条东西方向的美国国道。该公路连接了新罕布什尔州朴茨茅斯和纽约州奥尔巴尼，全长249.84英里。